# 푸호여객운수
푸호여객운수유한공사(영어: Fuhobus Inc., 중국어 정체자: 福和客運股份有限公司)는 타이완 지룽시 치두구에 본사를 둔 버스 운송 업체이다.

## 역사
- 1980년 3월: 회사 설립

## 사업 지역
- 신베이시: 신뎬구
- 타이베이시: 다안구, 신이구, 네이후구
- 지룽시

## 갤러리

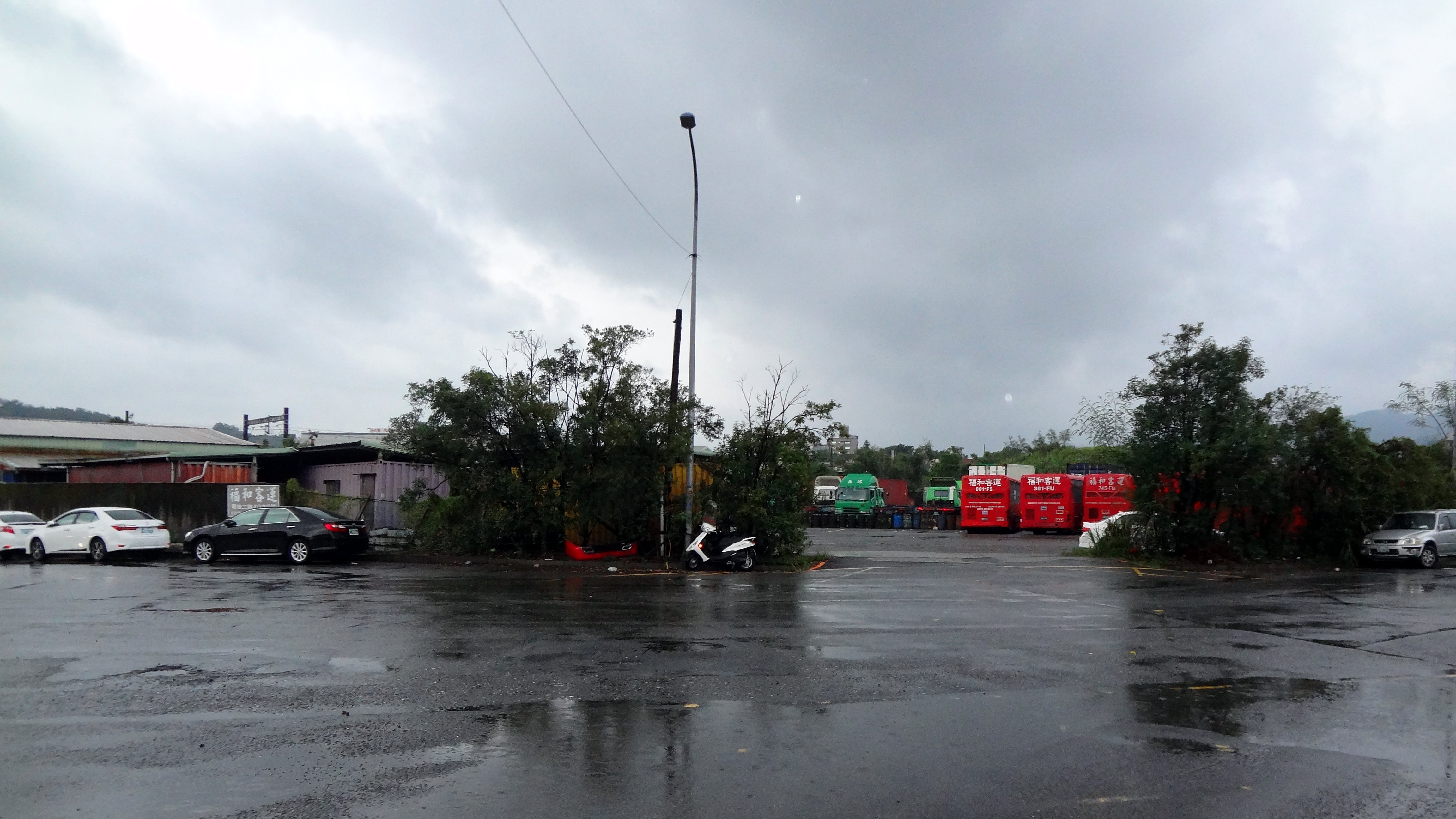
푸호여객운수 본사 (타이완 지룽시 치두구)
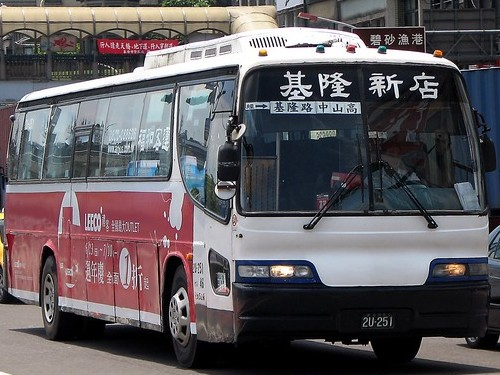
BH117H 로얄크루스타